# Friggitoria

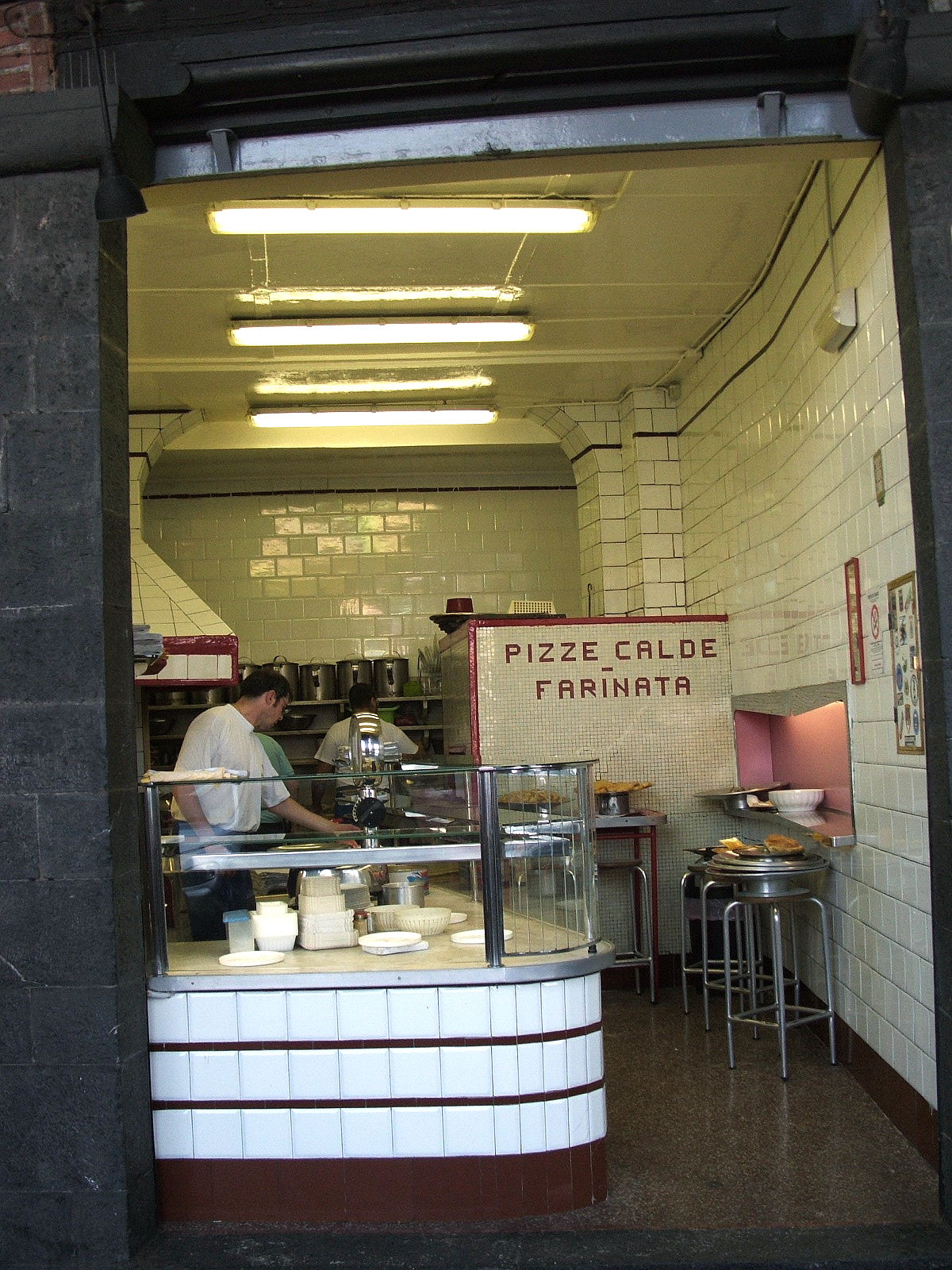
Una friggitoria típica bajo las arcadas de Sottoripa, en la Piazza Caricamento, centro del casco antiguo de Génova.

Una  friggitoria (‘freiduría’, en ligur frizzitoria) es un local donde se preparan y venden productos gastronómicos predominantemente fritos.
Las friggitorie son establecimientos típicos de la tradición napolitana, presentes especialmente en el centro histórico, donde pueden comprarse productos como el pastacresciute, el scagliozzi y el sciurilli, además de berenjenas fritas y pequeñas crocchè de patata.
Las friggitorie son también muy frecuentes en la tradición ligur. Estuvieron muy extendidas por las calles de Sottoripa frente al puerto de Génova, donde todavía quedan algunas, y en las de Palermo, donde venden platos para comer por la calle, como el panelle.
Se encuentran también presentes en Buenos Aires y con sus pizzas, fugazzas, fugazzetas y fainas, representan una herencia más de la tradición Xeneize en Argentina.